# Formicosepsis biseta
Formicosepsis biseta är en tvåvingeart som först beskrevs av Papp 2006.  Formicosepsis biseta ingår i släktet Formicosepsis och familjen Cypselosomatidae.
Artens utbredningsområde är Thailand. Inga underarter finns listade i Catalogue of Life.